# .ni
.ni – domena internetowa przypisana do Nikaragui. Została utworzona 13 października 1989. Zarządza nią Universidad Nacional del Ingernieria, Centro de Computo.